# Niendorfer Hafen
Der Niendorfer Hafen liegt im Ortsteil Niendorf der Gemeinde Timmendorfer Strand. Er befindet sich an der Mündung der Aalbek in der Lübecker Bucht der Ostsee.

## Geschichte

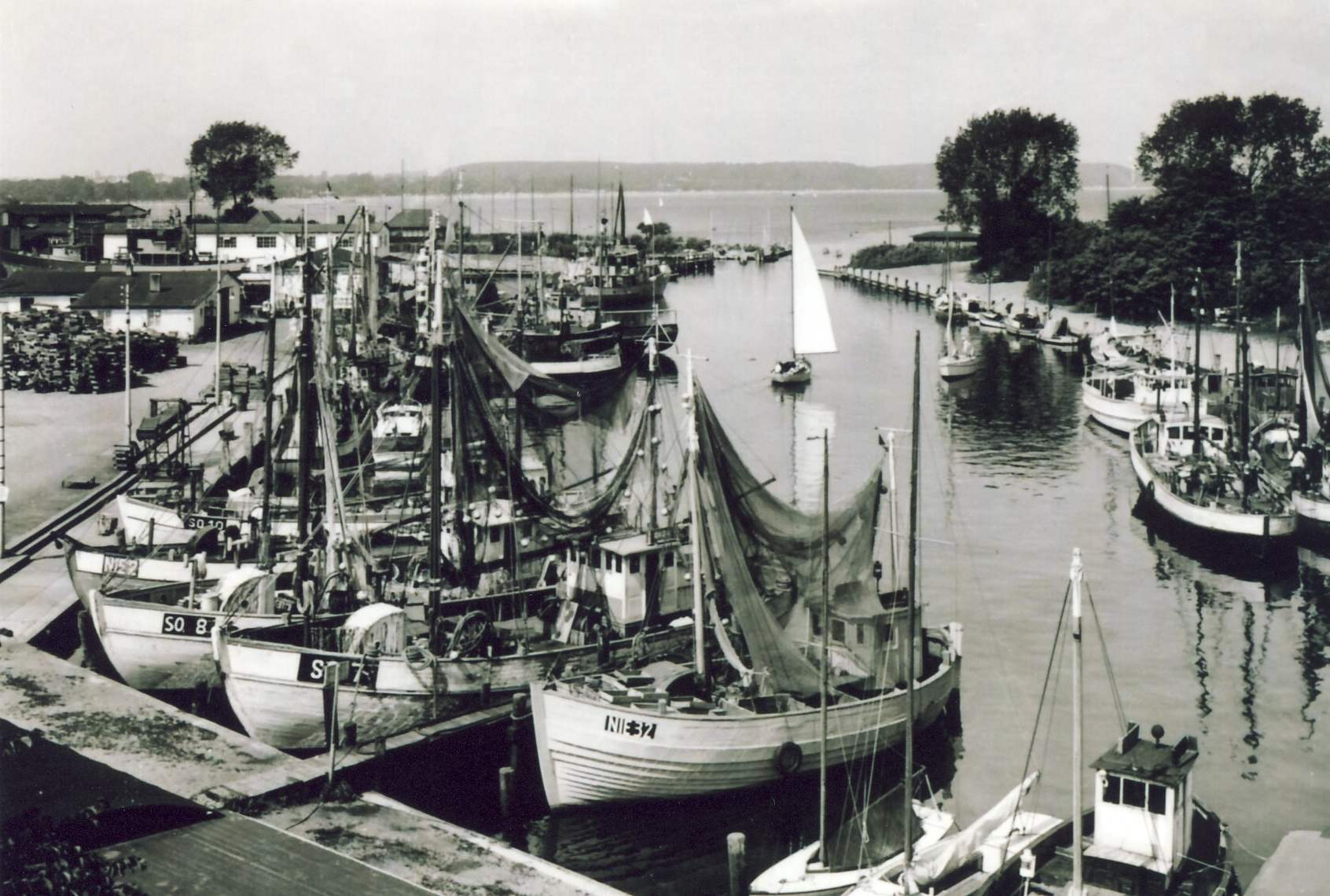
Fischkutter im Niendorfer Hafen, 1929

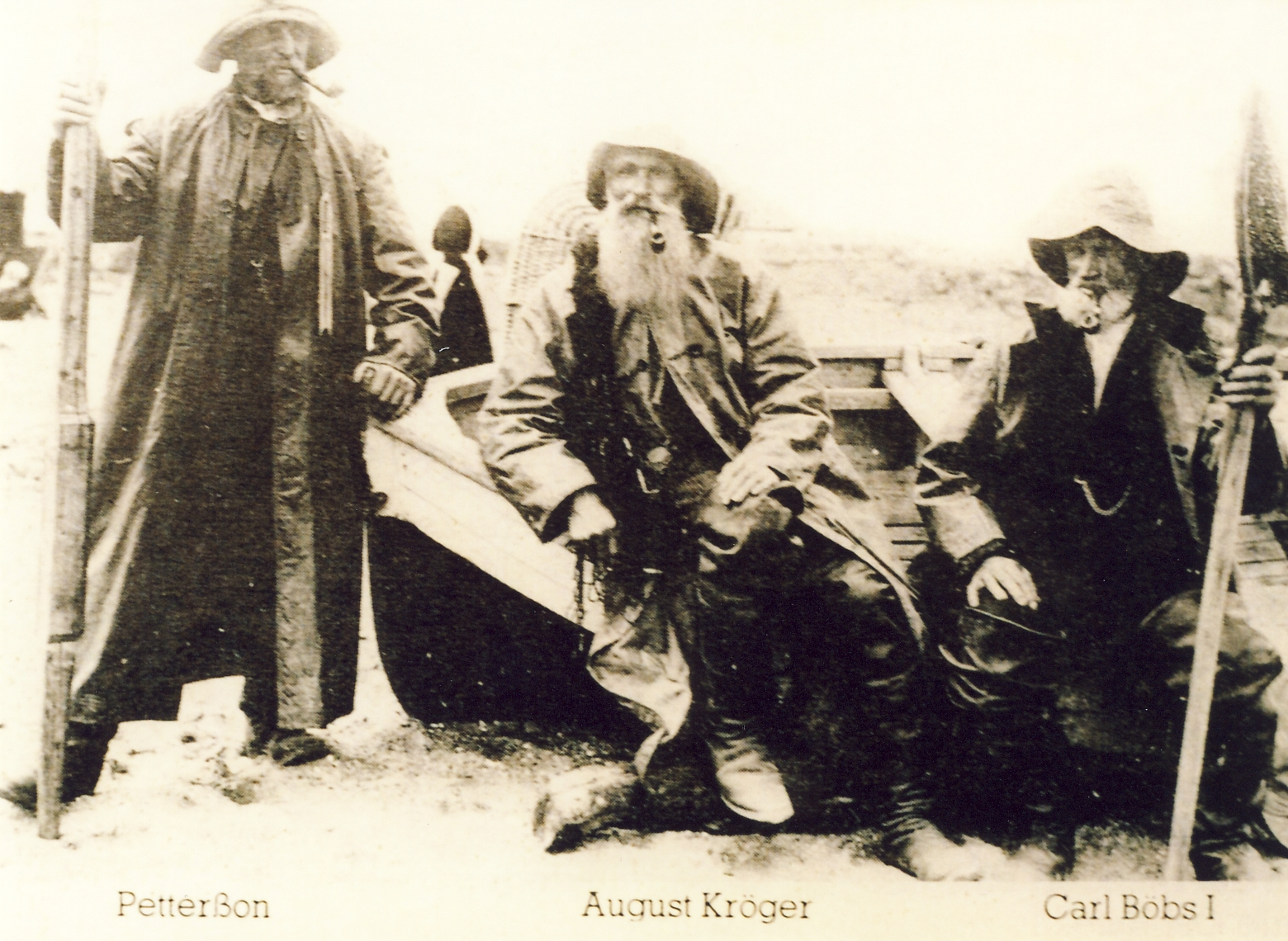
Niendorfer Fischer Anfang des 20. Jahrhunderts

Anfang des 20. Jahrhunderts zogen die in Niendorf angesiedelten Fischer ihre kleinen Boote auf den Strand und ankerten größere im Wasser. Die Fische wurden an Land weiterverarbeitet und die Netze auf Stellagen zum Trocknen aufgestellt. Niendorf war zu Beginn des 20. Jahrhunderts ein gut besuchter Badeort. Die Badegäste kamen nach Niendorf, um sich in die Sonne am Strand zu legen und in der Ostsee zu baden. Bekannt wurde der Badeort durch seinen breiten, feinen Badestrand. Der Tourismus wurde mit der Zeit wichtiger für den Ort als der Fischfang. Die Fischerei gab Niendorf zwar eine ursprüngliche Atmosphäre und authentisches Flair, führte aber auch zu Konflikten. Der von den Fischern genutzte Strand für die Anlandung der Boote, den Verkauf der Fischfänge und vor allem zum Trocknen ihrer Netze führte insbesondere im Sommer zu recht unangenehmen Gerüchen.
Die Kreisverwaltung in Eutin beschloss, der Fischerei Strandverbot zu erteilen. Dagegen organisierte sich allerdings erfolgreicher Widerstand. Man entschied sich, einen Hafen anzulegen, der auch Platz für Segelboote bieten sollte und damit die Attraktivität von Niendorf erhöht.

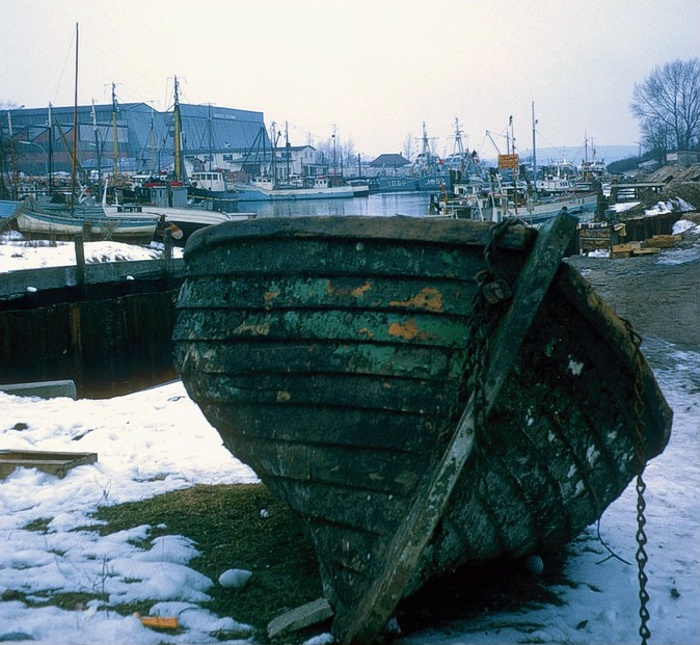
Niendorfer Hafen, Erneuerung der Spundwände um 1970

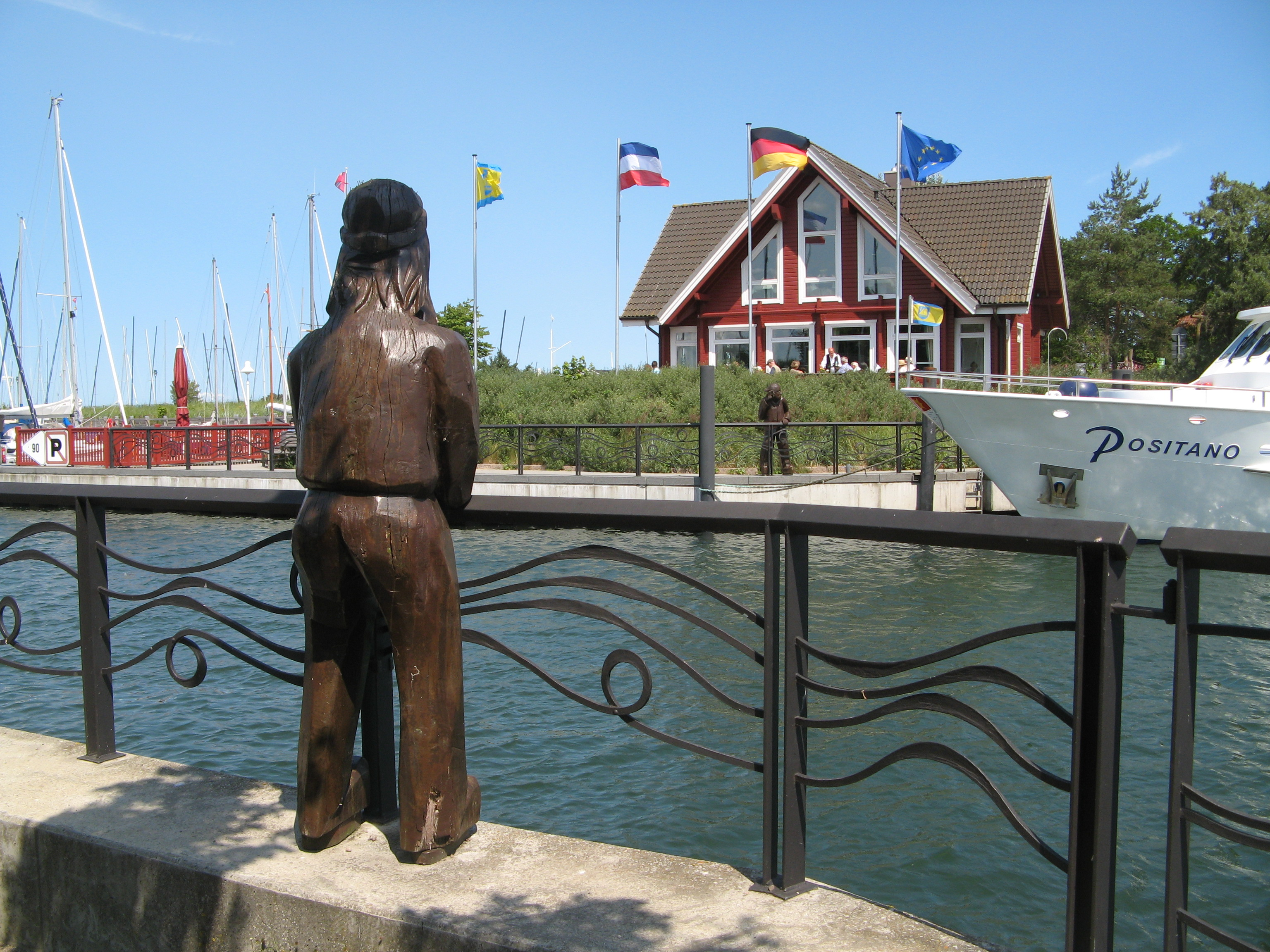
Altes Zollhaus, Anleger für die Hafenfähre jeweils neben den Holzfiguren, Der Rufer und gegenüber Der Lauscher

Der Niendorfer Hafen wurde in den Jahren 1920–22 künstlich durch Verbreiterung der Aalbek geschaffen. Die im Jahr 1909 geschätzten Kosten von 700.000 Mark beliefen sich aufgrund der Inflation nachher auf rund 14,7 Mio. RM (1922). Durch diese Mehrkosten wurde der Hafen niemals so wie geplant gebaut. Die Hafenmauern wurden nicht durch Spundwände angelegt, sondern mit Hilfe von Faschinen. Der Hafen war für eine Kapazität von 15 Motorbooten ausgelegt.
Im Bereich des Alten Zollhauses war zunächst eine Klappbrücke vorgesehen, die jedoch nicht realisiert werden konnte.
Da keine Brücke zur Überquerung des Hafenbeckens vorhanden war, setzte der Hafenmeister die Fußgänger über. Dies tat er noch bis Anfang der 1970er Jahre. Ein Fährbetrieb findet heute nur noch bei besonderen Hafenfesten statt. Die Fährlinie ist bereits in der Entwurfsskizze zum Winterschutzhafenbecken (1. Teilausbau 25. April 1947) dargestellt.
Im Jahr 1948 wurde  für den bereits im Jahr 1913 gegründeten Niendorfer Yachtclub (NYC) das Hafenbecken angelegt (siehe auch Entwurfsskizze zum Winterschutzhafenbecken). 1968, 1970 und 1977 wurden die Spundwände erneuert und das Innenhafenbecken vergrößert.

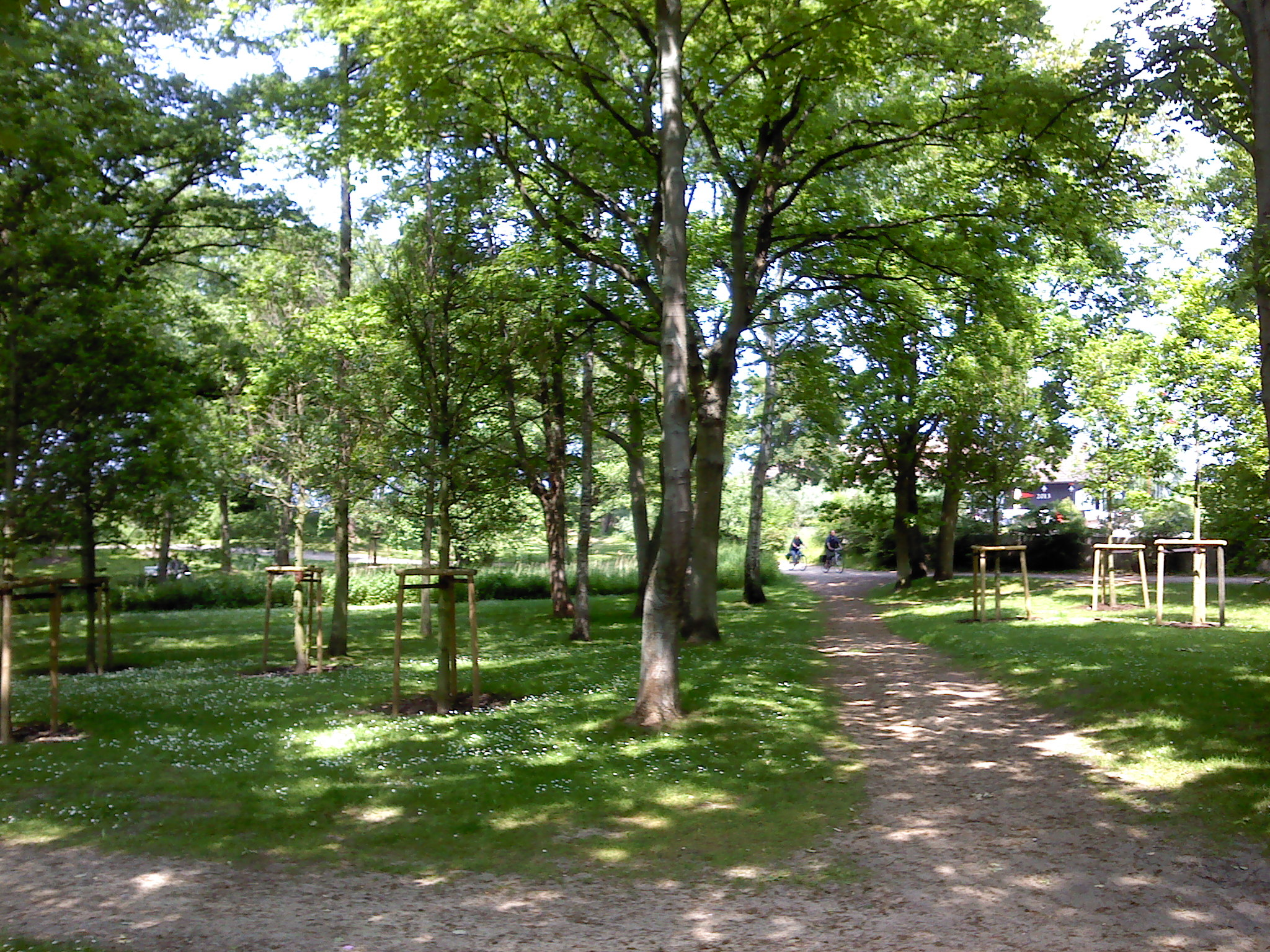
An der Acht, im Hintergrund das Clubhaus des Niendorfer Yachtclubs

Nach dem Zweiten Weltkrieg kamen in Niendorf Heimatvertriebene und Flüchtlinge aus Ost- und Westpreußen, darunter 30 Fischerfamilien, unter, für die 1954 die sogenannte „Fischersiedlung“ am Rande Niendorfs gebaut wurde.
Der Kurpark An der Acht befindet sich auf der Westseite des Hafens und ist ein Rest der ehemaligen Aalbekmündung. Der im Park angelegte Süßwasser-Teich hatte die Form einer 8 und gab damit dem Park seinen Namen. Der Teich wird von einem artesischen Brunnen gespeist. Von den Niendorfern wurde der Park auch Seewäldchen genannt.
Die Trägerschaft des Hafens ging 1992 vom Kreis auf die Gemeinde Timmendorfer Strand über. 1994–96 entstand das Hafenbecken des Seglervereins Niendorf/Ostsee (SVNO) sowie das Clubhaus und Restaurant (Altes Zollhaus), das das ehemalige Zollhaus, ein kleines Gebäude zur Zollabfertigung ersetzte. Im Winter 2005/2006 wurde der Niendorfer Hafen grundsaniert.

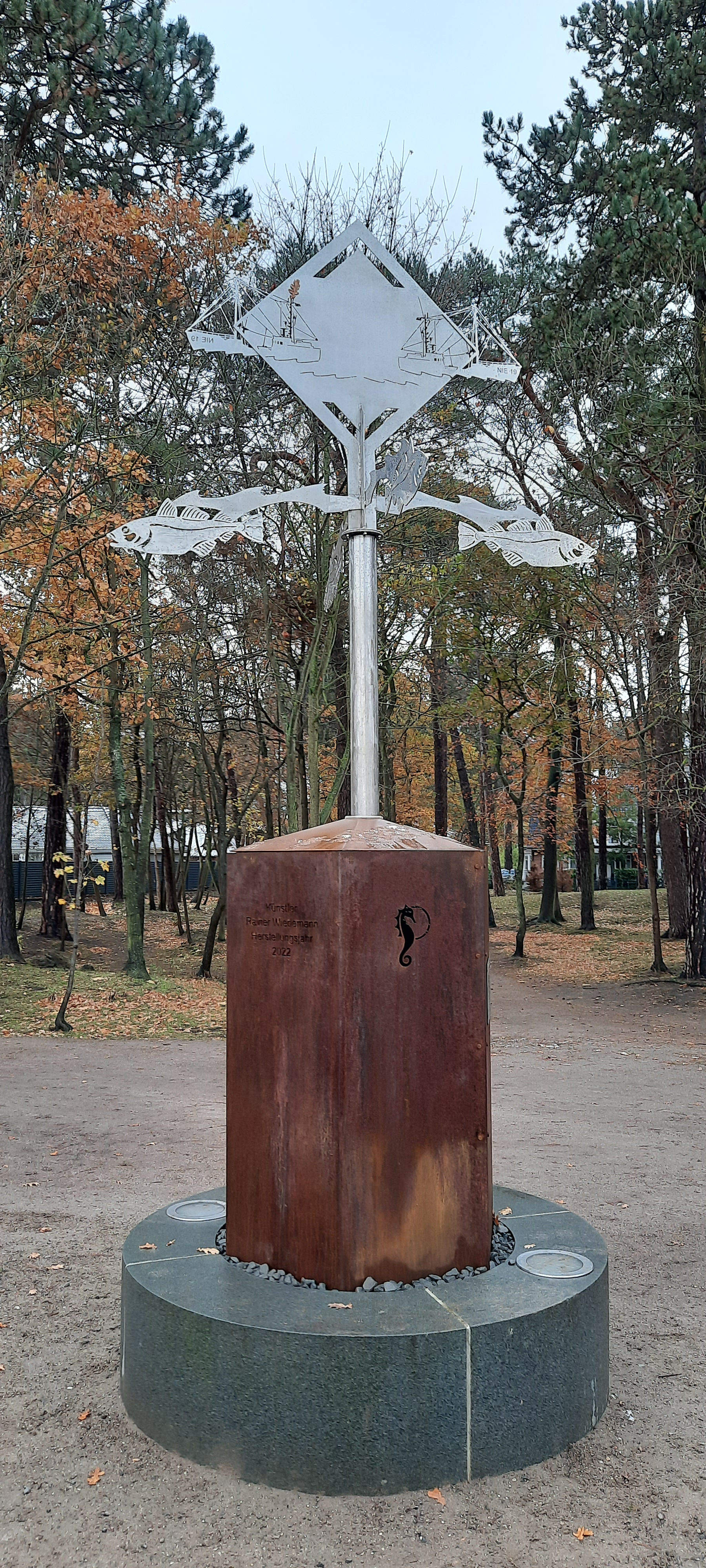
Skulptur zum 100. Geburtstag des Niendorfer Hafens

Im Zuge der Hochwassersicherung wurde der Niendorfer Hafen umgebaut und neu gestaltet. Dabei wurden zum Teil auch neue EU-Richtlinien umgesetzt, die auf viel Kritik stießen. So wichen die individuellen Fischverkaufsstände neueren aus Kunststoff. Des Weiteren plant die Gemeinde einen Umbau, in der einige ältere Gebäude umgestaltet werden. Damit wäre fast keine alte Bausubstanz mehr vorhanden.
Die Hafenerneuerung und Deichschutzbaumaßnahmen, finanziert durch Gemeinde, Land und EU, kosteten ca. rund 5,5 Mio. Euro.
Die Beseitigung der immer wiederkehrenden Versandung im Bereich der Hafenausfahrt verschlang in den über 80 Jahren des Bestehens des Hafens immense Summen. Die hohen Kosten für die Ausbaggerung der Fahrrinne war einer der Gründe für die Aufgabe des Schiffbaus auf der Evers-Werft.
Zum 100. Geburtstages des Niendorfer Hafens wurde am 12. November 2022 auf der Promenade Timmendorfer Strand, an Ortsgrenze zu Niendorf eine maritime Skulptur des Künstlers Rainer Wiedemann eingeweiht.

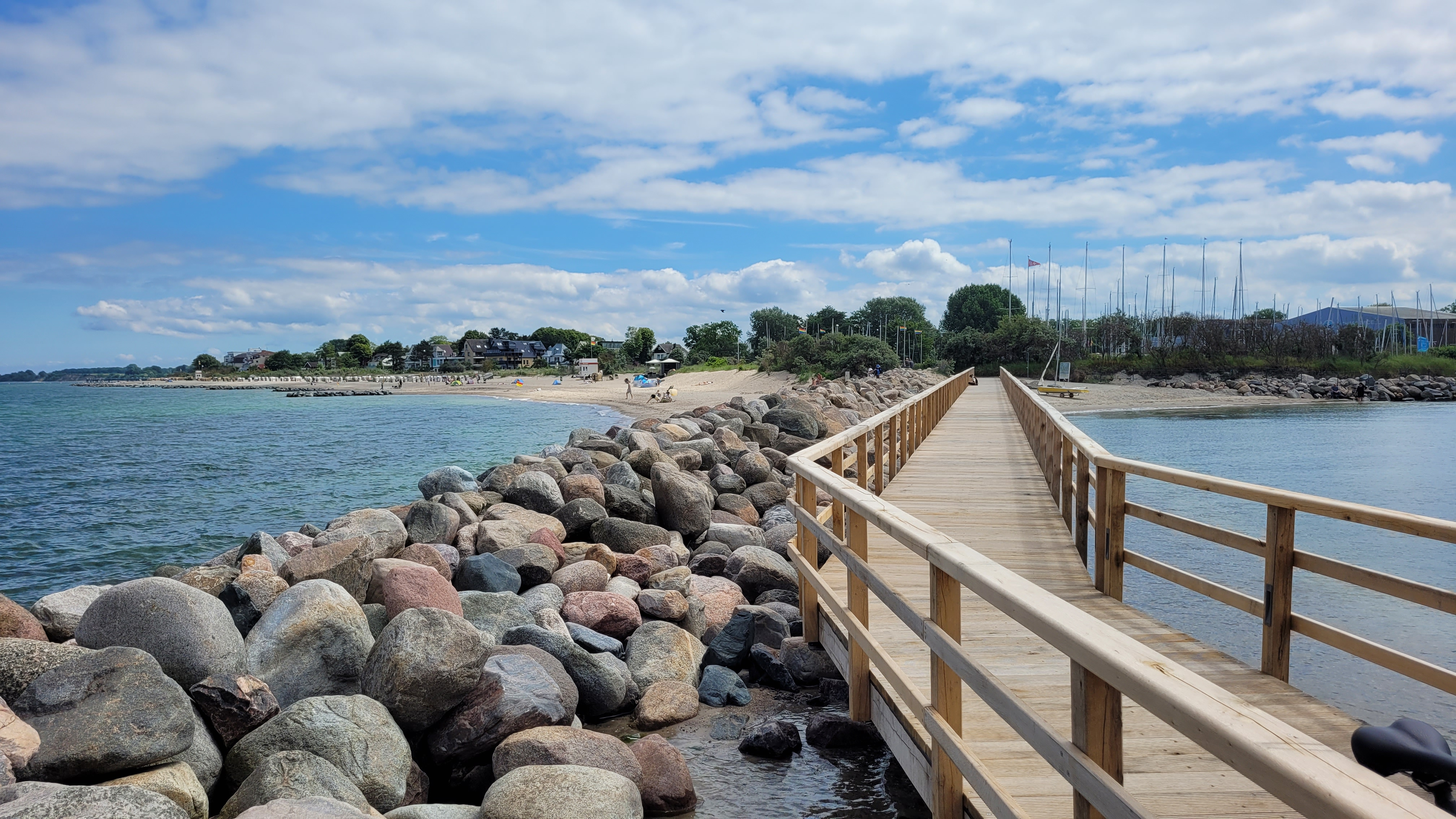
Molen-Steg, rechts des Steges die Schweinebucht

Die Einfahrt des Niendorfer Hafens wird auf der Ostseite durch eine Mole geschützt, an der sich ein 105 Meter langer Molen-Steg entlangzieht. Dieser wurde im Oktober 2023 durch das Sturmhochwasser zerstört und im Juli 2024 für 163.000 Euro wieder aufgebaut. In diesem Einfahrtbereich des Hafens gibt es eine kleine Bucht, die den Namen Schweinebucht trägt und durch die jährlichen Ausbaggerungen in ihrer Ausdehnung immer wieder verändert wird.

### Nicht realisierte Planungen für einen Marinestützpunkt
Der Lauf der Aalbek vom Hemmelsdorfer See sollte 1810, als Napoleons I. Truppen auch Niendorf besetzt hatten (siehe Lübecker Franzosenzeit), als Zufluchtshafen für französische Kriegsschiffe dienen.
Von den Franzosen wurde die Lübecker Bucht, die Travemündung, das Gebiet um den Hemmelsdorfer See und die Aalbeck eingehend vermessen und in einer Vermessungskarte dokumentiert, die in einem gut erhaltenen Zustand noch vorhanden ist (ein Ausschnitt der Karte, siehe ). Der Hafen wurde jedoch nicht realisiert.
Im Dritten Reich sollte der See als U-Boot-Hafen dienen, auch als Flugboothafen. Vier im See versenkte Poller mit Stahlseil befinden sich im westlichen Teil des Flachsees (der nördliche Teil des Sees). Auch diese Planung wurde nicht ausgeführt. (Siehe Hauptartikel Hemmelsdorfer See)
2006 wurden die Fundamente von Panzersperren auf der Schleusenbrücke freigelegt.

## Wirtschaft
Neben dem Traditionsgewerbe Fischerei und der maritimen Wirtschaft wie der Evers-Werft hat sich das Erscheinungsbild des Niendorfer Hafens stark geändert, Sportboote dominieren heute das Bild. Neben einer Holzbootbauerei wird der Hafen durch eine Segelschule belebt. Mehrere gastronomische Betriebe haben sich in den alten Gebäuden niedergelassen; das bedeutendste ist die „Klüvers Hafenräucherei“ mit ihrer großen Biergarten-Terrasse. Ebenfalls zentral gelegen findet sich eine Hafentöpferei und der Maler Reinhold Liebe, der hier sein Atelier hat. Ein weiterer Anlaufpunkt ist auch das Cafe Strandvilla, eine der letzten Gründerzeitvillen in direkter Strand- und Hafenlage mit erhöhter Holzterrasse und Hafenblick zur einen Seite sowie Holzdeck und Ostseeblick zur anderen Seite.

### Die Fischerei

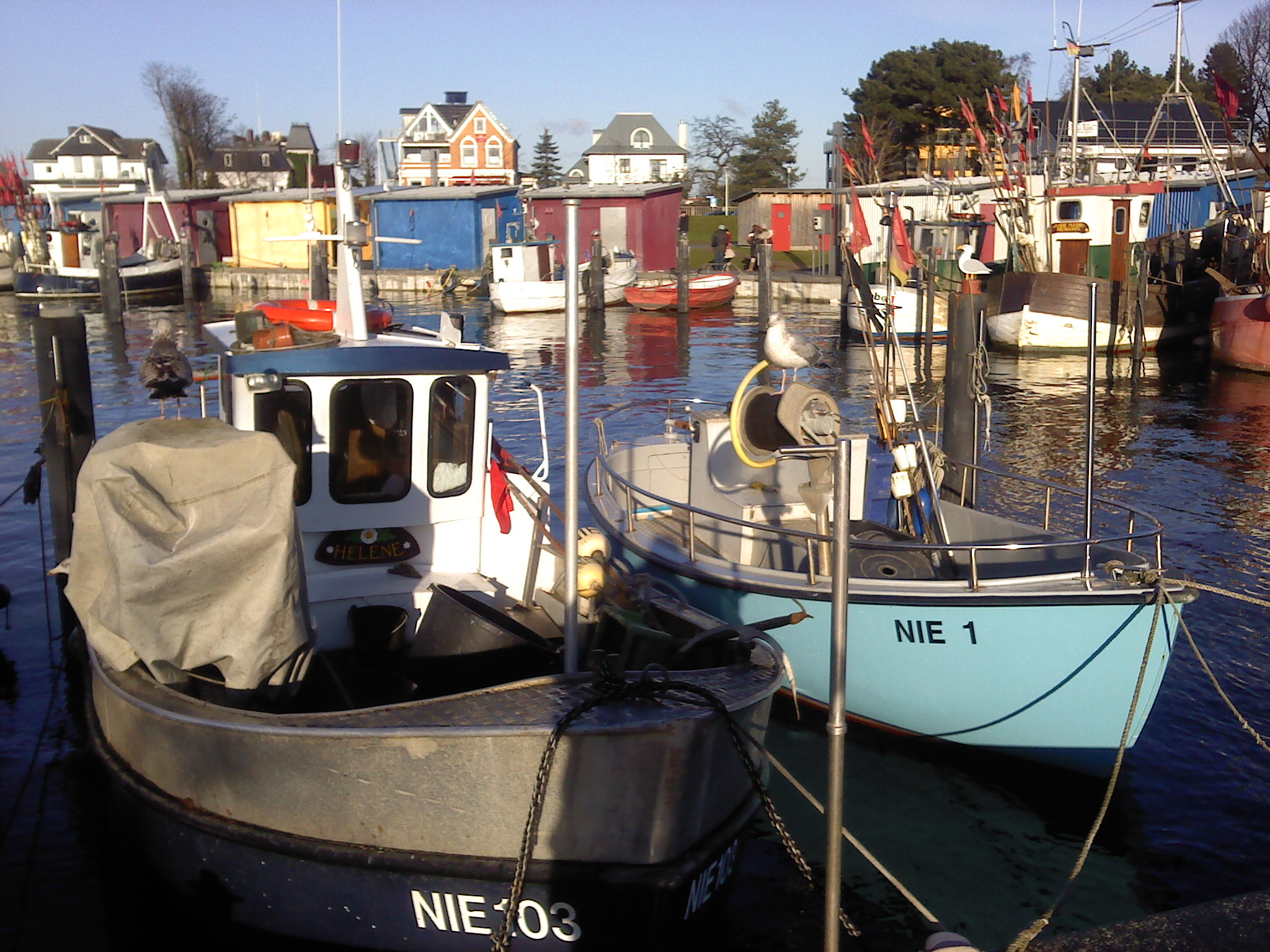
Niendorfer Fischereihafen, im Hintergrund die Fischverkaufsstände

Fischerei hat in Niendorf eine bis ins 18. Jahrhundert zurückreichende Tradition. Nach Ende des Zweiten Weltkriegs erfuhr die Niendorfer Fischerei mit 140 Fischkuttern (davon 15 Hochseekutter und zehn Flüchtlingsfischerfamilien) einen Höhepunkt. Etwa 175 Menschen verdienten damit 1951 ihren Lebensunterhalt. Damals wurden jährlich ca. 5000 Tonnen Fisch angelandet. In den folgenden Jahren verringerten sich allerdings die Fangerträge. Die Flüchtlingsfischer wanderten teilweise ab oder gaben auf.
Der größte Einbruch erfolgte Anfang der 1990er Jahre mit der Einführung von Fangquoten in der Ostsee: heute landen ca. 20 Niendorfer Fischer jährlich nur noch ca. 100 Tonnen Fisch an: 60 % Dorsch, 10 % Hering, der Rest sind Plattfische, Sprotten, Aale, Lachs und anderer Beifang.

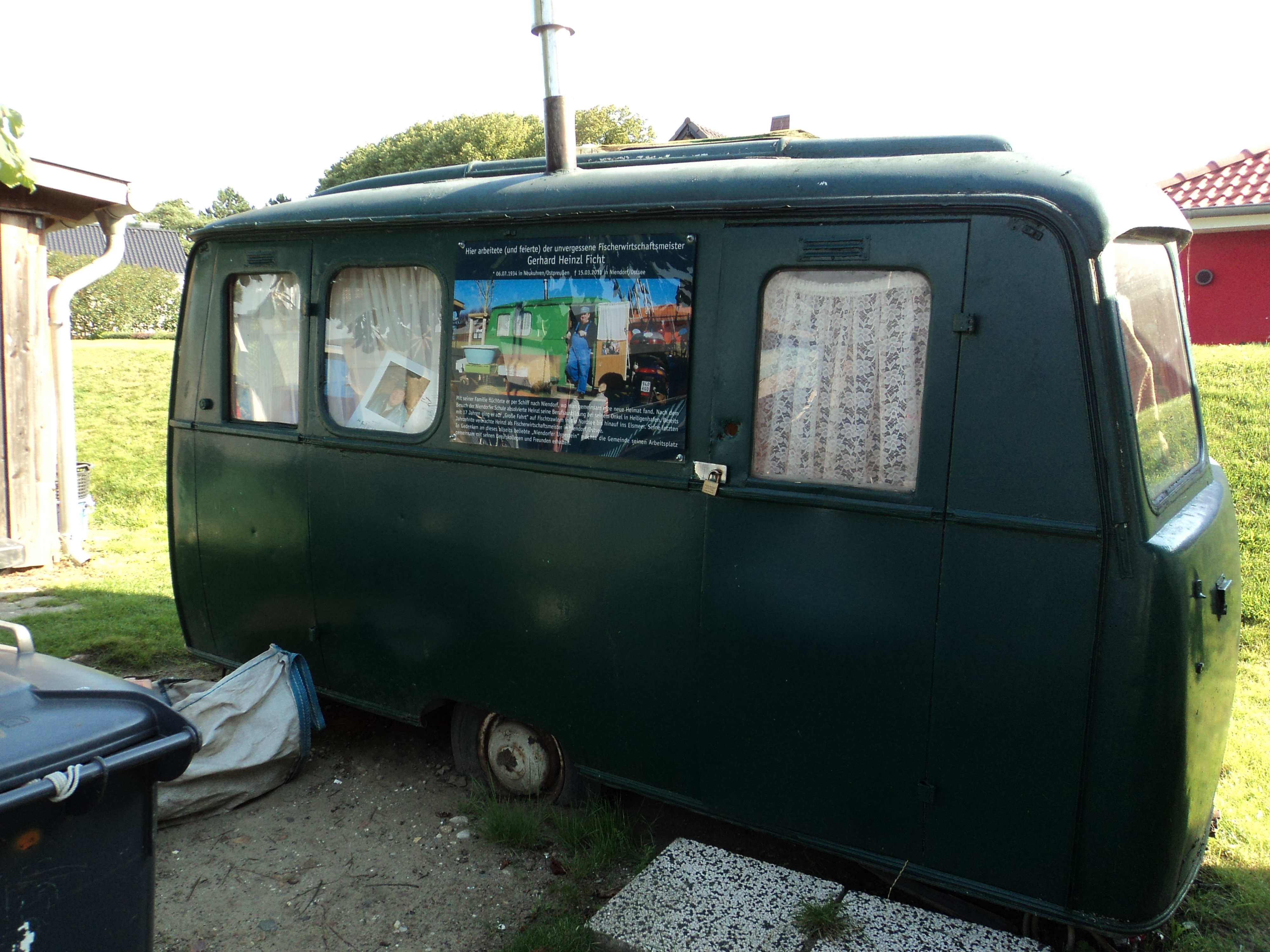
Wohnwagen von Heinzl Ficht im Hafen Niendorf gegenüber den Fischverkaufsständen

### Fischerwirtschaftsmeister Heinzl Ficht
Gerhard Heinzl Ficht (* 6. Juli 1934 in Neukuhren, russisch Pionerski; † 15. März 2011 in Niendorf) war 50 Jahre in der Fischerei tätig und galt als bekanntes Original im Niendorfer Hafen.
Ficht, der aus einer seit 950 Jahren in der Fischerei tätigen Familie stammte, floh als Kind im Januar 1945 aus Ostpreußen vor der heranrückenden Roten Armee über die Ostsee und kam im Mai 1945 nach Niendorf, wo er eine neue Heimat fand. Sein Schicksal ist somit typisch für viele Flüchtlinge in Schleswig-Holstein nach dem Zweiten Weltkrieg. Nach der Schule absolvierte Ficht von 1948 bis 1951 eine Ausbildung zum Fischergesellen und arbeitete von 1953 bis 1978 als Hochseefischer sowie ab 1979 als Niendorfer Ostseefischer mit eigenem Fischkutter.
Sein markanter, grüner Wohnwagen sollte eigentlich im Zuge der Hafenmodernisierung 2006 keinen Platz mehr finden, verblieb aber aufgrund einer List von Ficht am alten Standort: Zuvor hatte er ihn nämlich nur zum Schein entfernt und am Vortag der Neueröffnung des Hafens wieder auf seinen alten Platz gestellt. Letztendlich verblieb er seitdem dort als Erinnerungsdenkmal. Der Timmendorfer Bürgermeister Volker Popp würdigte 2011 Ficht mit den Worten Wir mussten lernen, dass man eine solche Institution nicht verpflanzen darf, sondern dass man respektvoll mit ihr umgehen muss und enthüllte gemeinsam mit Fichts Neffen Karl-Heinz eine Gedenktafel am Wohnwagen. Ficht wurde in der Ostsee bestattet.

### Die Evers-Werft
Die Geschichte der Evers-Werft begann 1923, als der Bootsbauer Ernst Evers einen kleinen Teil des Hafengeländes pachtete und in einem Schuppen Holzboote reparierte. Durch Aufträge der Kriegsmarine wuchs der Betrieb an. Im Jahr 1942 wurden 14 Fischkutter und Ausflugsboote zu Küstenschutzbooten umgerüstet und mit je zwei Mann Besatzung in das Schwarze Meer geschickt.
Nach dem Krieg war Evers zunächst durch die schlechte Wirtschaftslage gezwungen, Küchenschränke für die über 2000 Flüchtlingsfamilien zu bauen, die nach der Vertreibung in Niendorf u. a. in Hotels und Pensionen untergekommen waren. In den folgenden Jahren blühte der Werftbetrieb durch Aufträge der Bundesmarine wieder auf. Die hölzernen Minensucher wurden hier regelmäßig überholt.
Da ab Ende der 1970er Jahre die Marine ihre Minensucher aus anderen Materialien bauen ließ, sattelte die Werft um. Das Gelände wurde in eine moderne Marina mit 70 Liegeplätzen, die Hallen in Lagerhallen für Sportboote umgebaut. Ebenfalls siedelten sich eine Segelschule (Skipper) und ein Spezialist für Bootsmotoren auf dem Gelände an.

### Personenschifffahrt

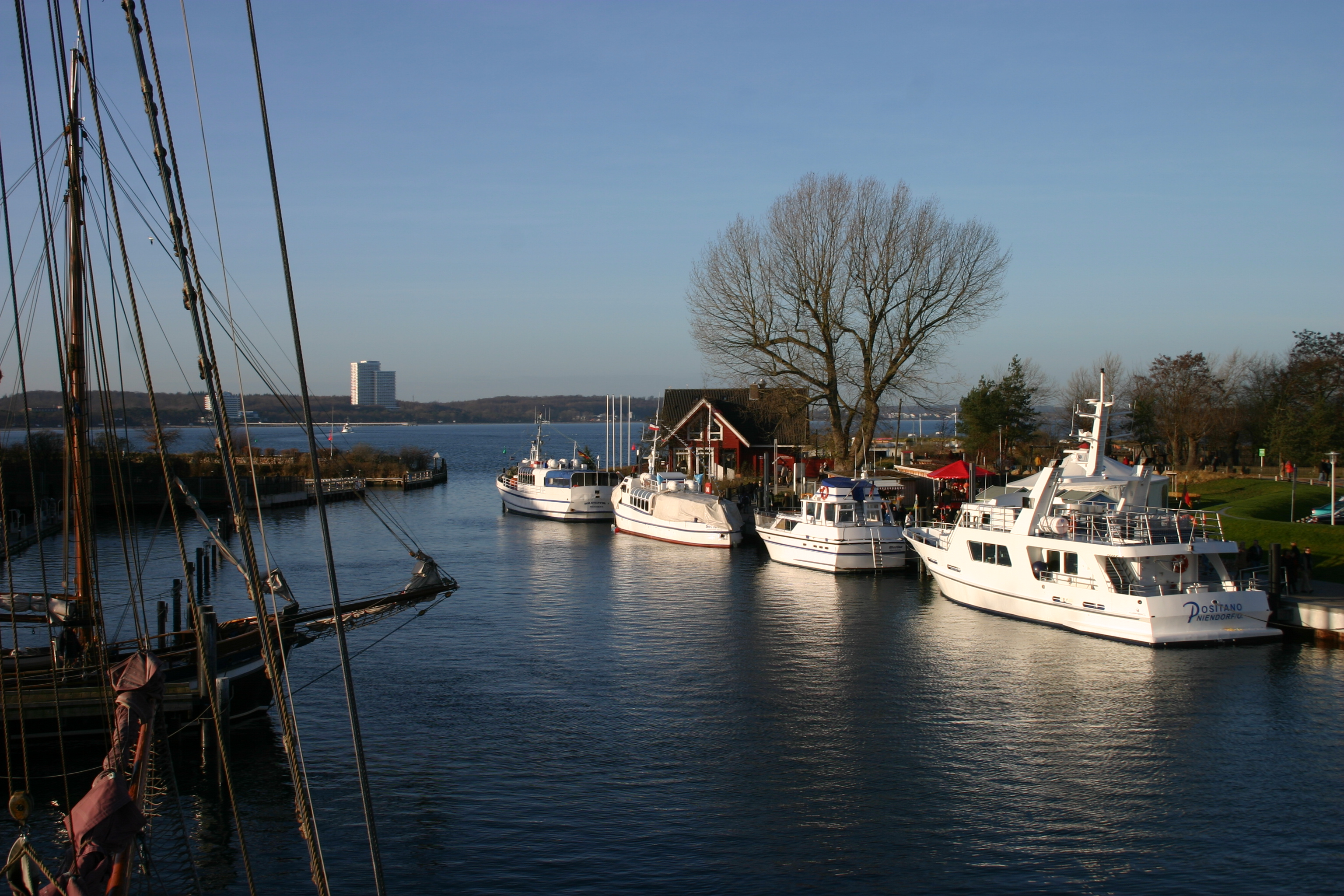
Fahrgastschiffe in Niendorf

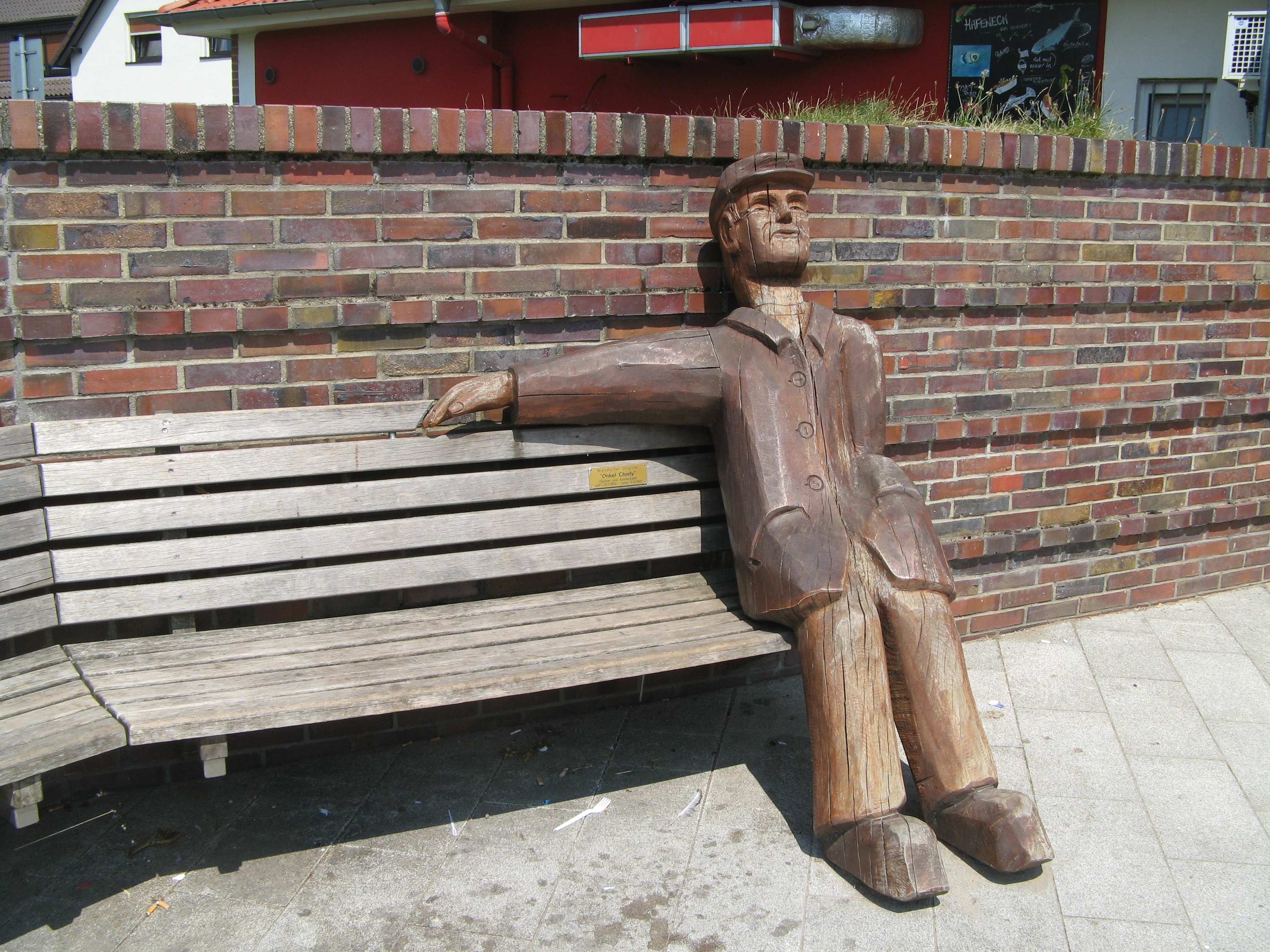
Onkel Charly

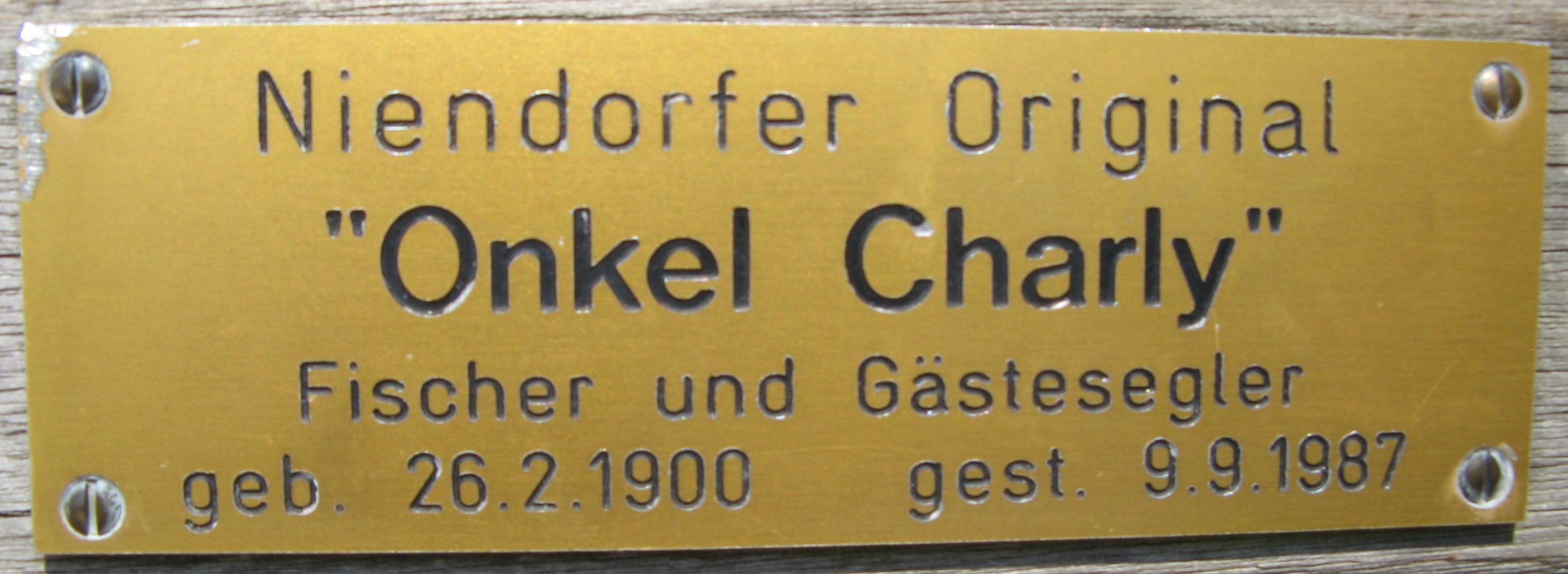

Die erste regelmäßig Niendorf bedienende Schifffahrtslinie nahm 1876 ihren Betrieb auf. Sie verkehrte zwischen Neustadt in Holstein und Lübeck. Nachdem Travemünde an das Eisenbahnnetz angeschlossen wurde, lohnte sich der Betrieb nicht mehr. Sie wurde deshalb 1882 eingestellt.
Es dauerte 18 Jahre bis zur nächsten Schiffsanbindung. Von 1900 bis 1928 lief erneut ein Passagierschiff Niendorf an, ab 1909 entlud es seine Gäste an der seinerzeit neu erbauten Landungsbrücke. Nachdem Timmendorfer Strand 1928 einen Bahnanschluss erhalten hatte, wurde diese Verbindung ebenfalls eingestellt. Ab etwa 1930 gab es kleine Schiffe und Boote, die den Sommerfrischlern Ausflugsfahrten anboten. Auch nach dem Krieg blieben diese Angebote erhalten.
Unter anderem bot das Niendorfer Original „Onkel Charly“ mit seinem Segelboot auch den Urlaubern seine Dienste an. Der Holzbildhauer Wolfgang Gerdhagen hat ihm im Hafen ein Denkmal gesetzt. Er hat auch die beiden Holzfiguren, Der Rufer und Der Lauscher im Bereich Altes Zollhaus erstellt.
Eine neue Blütezeit erlebten die Passagierfahrten, als in den 1970er Jahren neben den Ausflugsfahrten auch die sogenannten Butterfahrten angeboten wurden. Dabei fuhren die Schiffe außerhalb der 3-Meilen-Zone, um zollfreien Einkauf anzubieten. Ende der 1990er Jahre wurden solche Fahrten im Rahmen der Aufhebung der Zollschranken durch die EU beendet. Heute fahren sechs Ausflugsboote wieder zu normalen Preisen zu Bädern der Lübecker Bucht und bis nach Mecklenburg.
In den letzten Jahren hat sich die Seebestattung stark entwickelt.

### Niendorfer Bootsbauerei

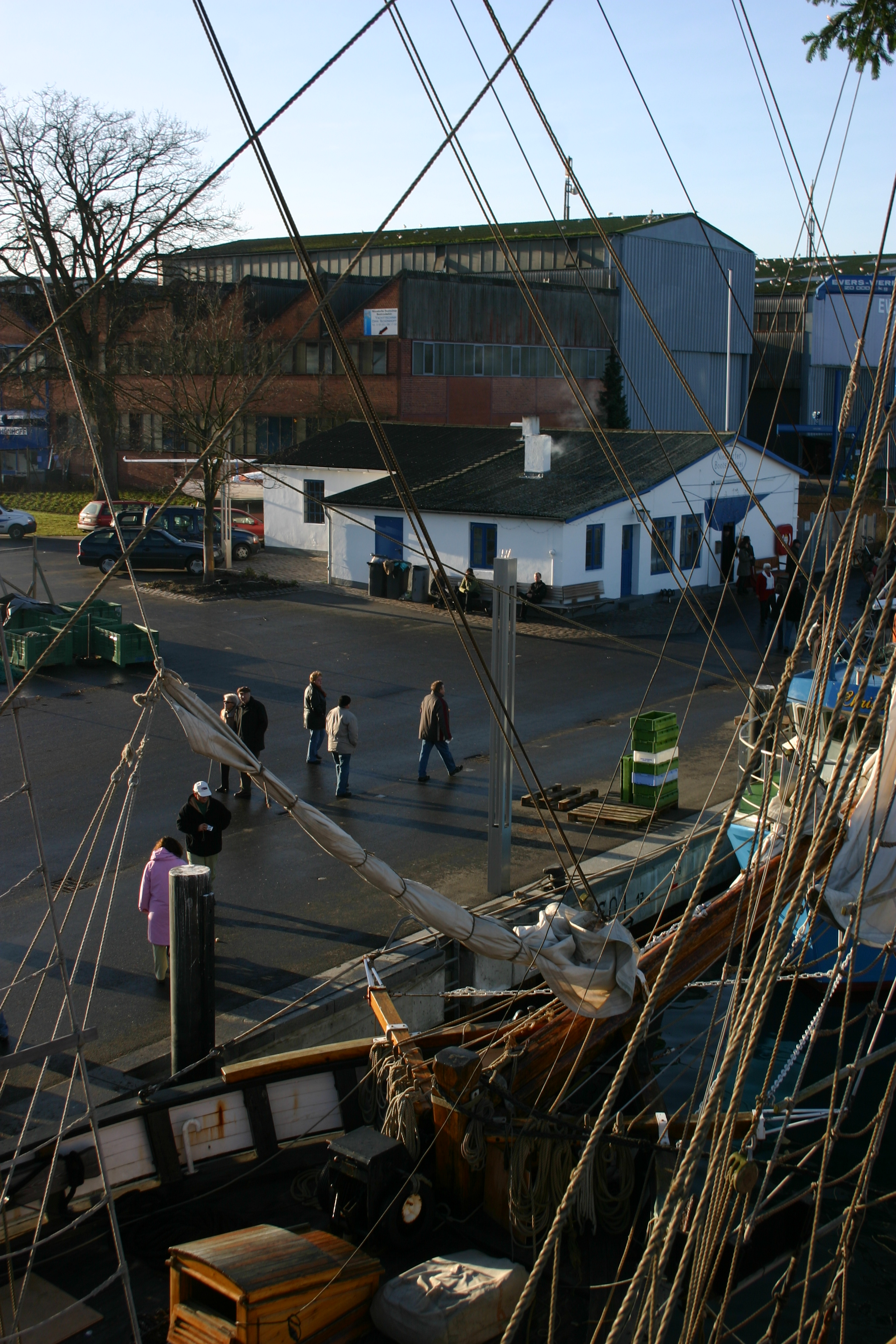
Niendorfer Bootsbauerei

Seit 1994 hat die Niendorfer Bootsbauerei ihren Sitz im Hafen. Sie gehört Ulrich Schütte, der sich auf traditionellen Holzbootsbau spezialisiert hat, aber auch Reparaturen an GFK-Booten durchführt. Trotz ihrer geringen Größe erhält sie sogar aus Skandinavien Aufträge. Zusätzlich hat sich der Betrieb in den letzten Jahren auf den Bau von Holzmasten spezialisiert.

## Yachtclubs

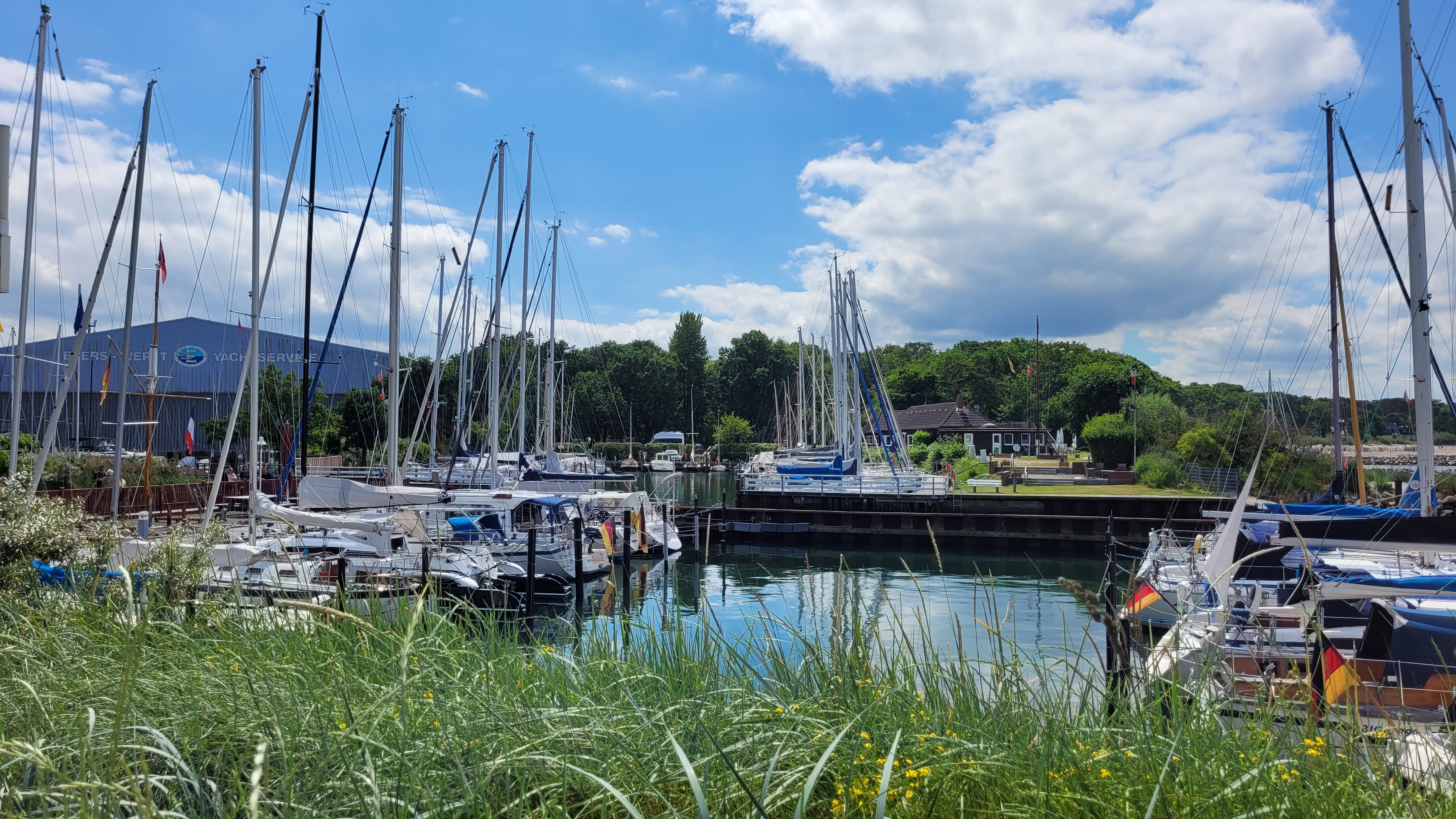
Im Vordergrund der Seglerverein Niendorf/Ostsee (SVNO), im hinteren Teil des Bildes der Niendorfer Yachtclub (NYC) mit seinem Clubhaus.

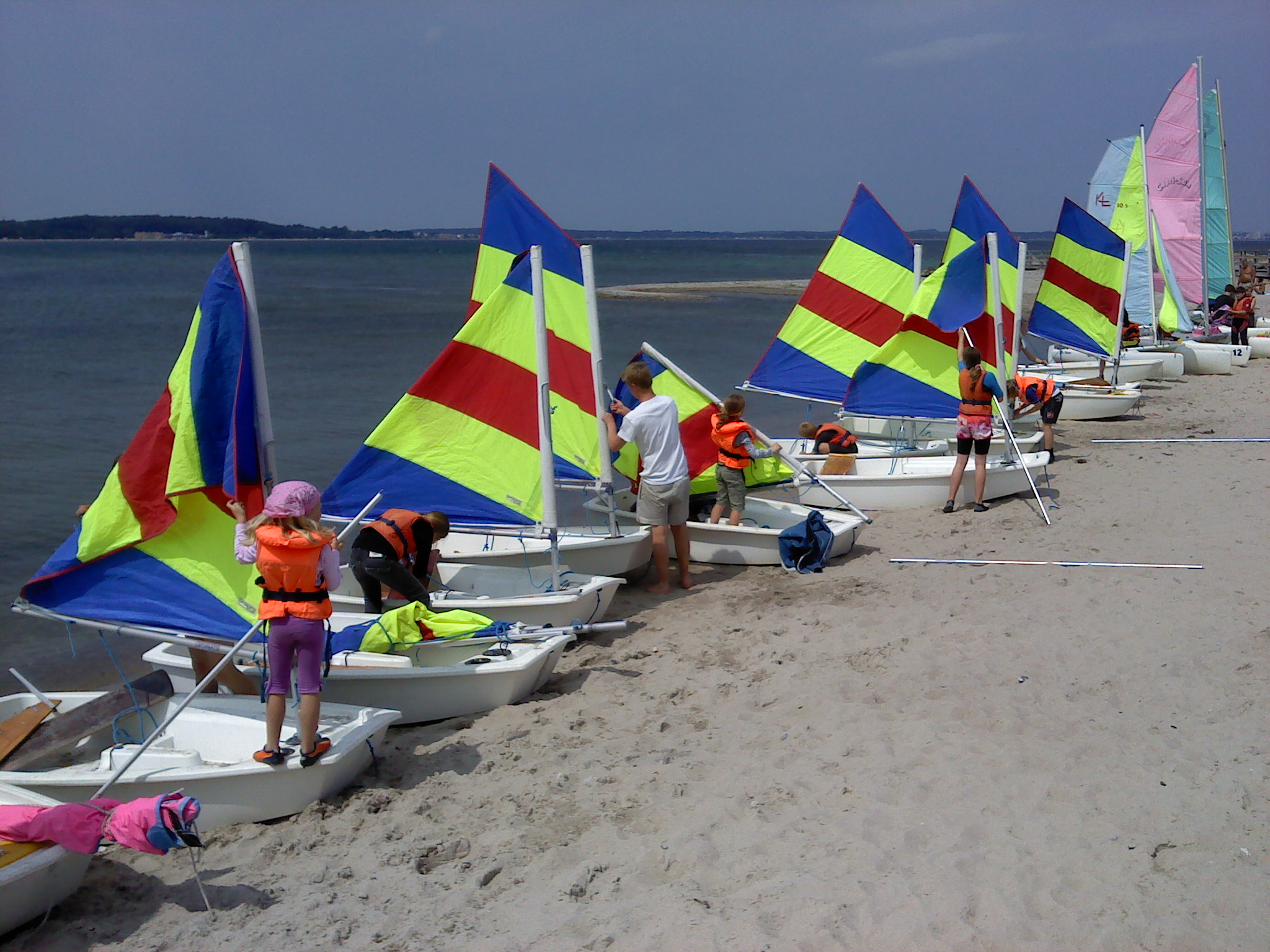
Niendorfer Hafen Jollenstation – Auftakeln der Optimisten

Der Niendorfer Hafen beheimatet zwei Yachtclubs sowie eine Jollenstation. Der Niendorfer Yachtclub (NYC) wurde 1913 unter dem Namen „Altonaer Jacht-Club (AJC)“ gegründet. Durch den Ausbruch des Ersten Weltkrieges und die Inflation nach Kriegsende konnte der Club erst 1924 seinen Betrieb aufnehmen. 1934 erfolgte die Umbenennung des AJC in „Niendorfer Yacht-Club e. V.“. Seit 1948 besitzt der Club auf der Westseite des Hafens ein eigenes Hafenbecken, das in der Entwurfskizze „Winterschutzhafenbecken, 1. Teilausbau 25. April 1947“ dargestellt ist. Mit dem Bau der Jollenstation im Bereich des Landstreifens an der Mole an der Nordseite des Hafens erweiterte der Club seine sportlichen Aktivitäten. Die sportliche Bedeutung errang der Club durch die Ausrichtung der Regatta „Niendorfer Einmannjolle“ in der Finn Dinghi-Klasse für die Olympischen Spiele in Japan von 1964 sowie für eine Anzahl von Deutsche- und Europameisterschaften.
Der Seglerverein Niendorf/Ostsee (SVNO) mit 60 Liegeplätzen befindet sich heute auf der Nordseite des Hafens. Er wurde 1974 durch Bemühungen des damaligen Hafenmeisters Eddie Stop ursprünglich an der Südseite des Niendorfer Hafens angesiedelt. Seit 1996 verfügt er auch über ein eigenes Clubhaus, das Alte Zollhaus.
Auf der Jollenstation auf der Nordseite des Hafens hat sich eine eigene – von dem Niendorfer Yachtclub (NYC) getrennte Segler-Gemeinschaft-Jollenstation (SGJ) gebildet.

## Kulturelles

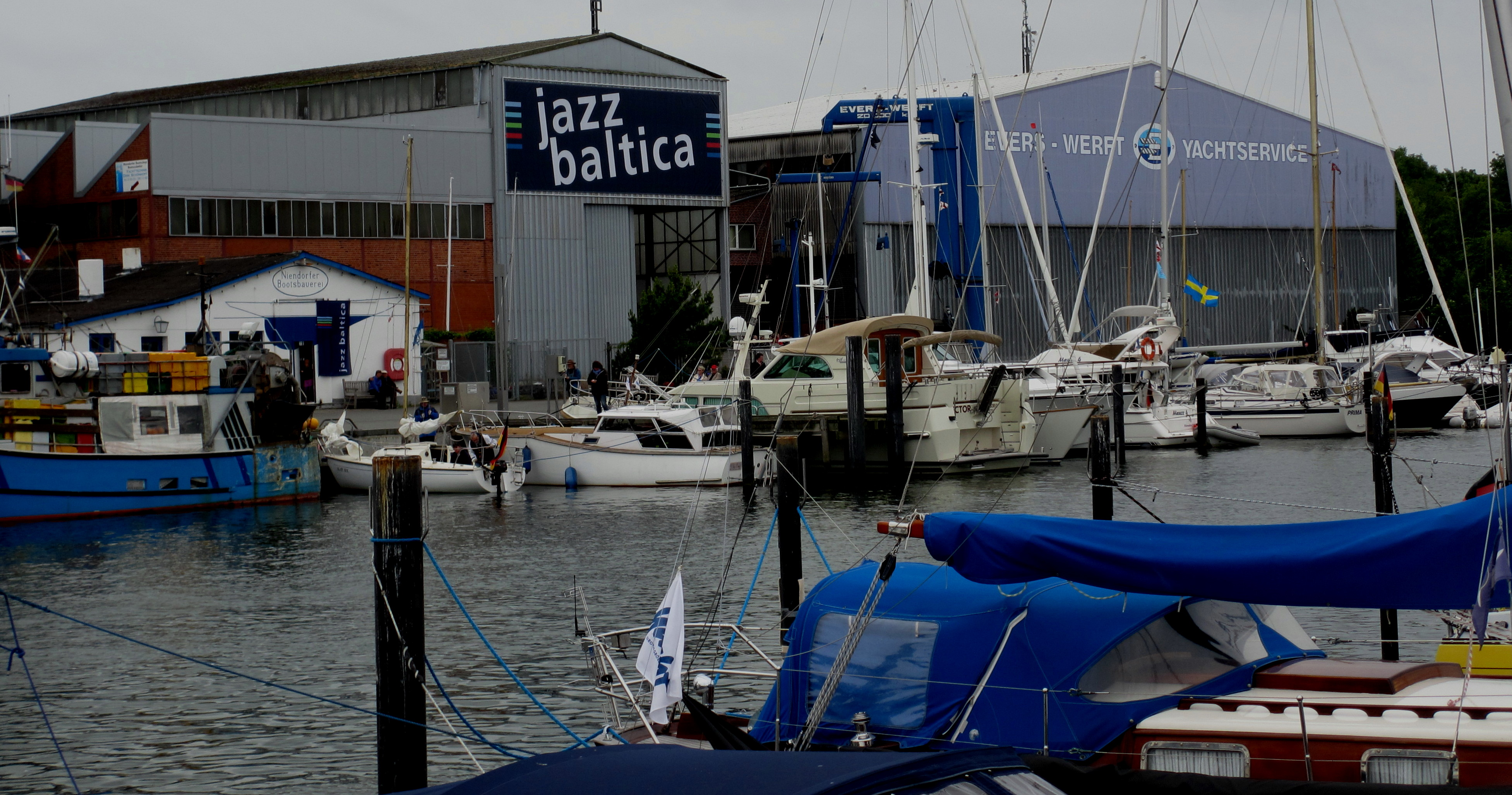
jazz baltica-2013 in den Hallen der Evers-Werft in Niendorf

Jährlich im August finden die „Niendorfer Hafentage“ statt, Anfang Dezember wird „Fischers Wiehnacht“ gefeiert. Zu „Fischers Wiehnacht“ kommen viele bekannte Gaffelsegler, wie die „Krik Vig“ und die „Norden“.
Während der Sommermonate finden in der großen Halle der Evers-Werft Veranstaltungen des Schleswig-Holstein Musikfestivals, das Hafenkonzert des NDR, diverse Hafenfeste sowie – seit 2012 – das renommierte Festival Jazz Baltica statt.